# كارل مايسنر
كارل مايسنر (1800-1874) (بالإنجليزية: Carl Daniel Friedrich Meissner) هو عالم نبات سويسري.

## سيرته
وُلِد في برن، سويسرا، في الأول من نوفمبر عام 1800، وسُمِّيَ Meisner ، لكنه غيَّر تهجئة اسمه لاحقًا إلى Meissner. شغل منصب أستاذ علم النبات في جامعة بازل طوال معظم مسيرته المهنية التي امتدت لأربعين عامًا. قدّم مساهمات مهمة في الأدبيات النباتية، بما في ذلك نشره العمل الشامل "أجناس النباتات الوعائية"، ونشر دراسات عن فصائل البطباطية (وخاصةً جنس البطباط)، والغارية، والبروطية، والمثنانية، والهرنانديات. كانت مساهماته في وصف النباتات الأسترالية غزيرة؛ فقد وصف مئات الأنواع من البروطية الأسترالية، والعديد من الأنواع الأسترالية من فصائل أخرى، وخاصةً البقوليات، والسنطاوات، والآسية. تدهورت صحته بعد عام 1866، وانخفض نشاطه. تُوفي في بازل في الثاني من مايو عام 1874.